# ميخائيل بيرن (كاتب)
ميخائيل بيرن (بالإنجليزية: Michael Byrne)‏ هو محرر وكاتب وشاعر أسترالي، ولد في 28 أبريل 1978.